# Jean Delay (Mediziner)
Jean Paul Louis Delay (* 14. November 1907 in Bayonne; † 29. Mai 1987 in Paris) war ein französischer Psychiater, Neurologe und Schriftsteller.
Jean Delay war ab 1946 Professor an der Pariser Universitätsklinik für Psychiatrie und Chefarzt am psychiatrischen Krankenhaus St. Anne. 1950 leitete er den ersten Weltkongress der Psychiatrie in Paris. 
Zusammen mit seinem Assistenten Pierre Deniker veröffentlichte er 1952 die ersten Artikel über die Wirksamkeit von Chlorpromazin bei Erregungszuständen und insbesondere Schizophrenie und prägte hierfür die Bezeichnung Neurolepsie.
1959 wurde Delay Mitglied der Académie française. Er befasste sich unter anderem mit der Biografie von André Gide. Für sein Werk Psychiatrie et psychologie de L'Immoraliste erhielt er den Grand Prix de la critique.